# دوغ هاموند
دوغ هاموند (بالإنجليزية: Doug Hammond)‏ هو عازف جاز وكاتب أمريكي، ولد في 26 ديسمبر 1942 في تامبا في الولايات المتحدة.

## وصلات خارجية
- الموقع الرسمي
- دوغ هاموند على موقع ميوزك برينز (الإنجليزية)
- دوغ هاموند على موقع أول ميوزيك (الإنجليزية)
- دوغ هاموند على موقع ديسكوغز (الإنجليزية)